# 古賀ひかる
古賀 ひかる（こが ひかる、1999年 9月5日- ）は、福島テレビのアナウンサー。
1999年9月5日生まれ、福岡県立筑紫丘高校、法政大学出身。FBSアナウンススクールを経て2022年4月福島テレビ入社。
福岡市中央区出身。好物はみかん。
現在福島県郡山市在住。
出演
テレポートプラス　
サタふく
定時ニュース